# Пинкерле, Сальваторе
Сальвато́ре Пи́нкерле (итал. Salvatore Pincherle, 1853—1936) — итальянский математик. Наряду с Вито Вольтеррой, один из создателей современного функционального анализа, автор более 270 публикаций. Член Болонской академии наук (1888, дважды избирался её президентом), член Национальной академии деи Линчеи, Академии Понтанианы, Королевского общества Эдинбурга, Баварской академии наук, почётный член Московского математического общества. Президент Международного математического союза в период 1924—1932. Основатель Итальянского математического союза. Президент восьмого Международного конгресса математиков (Болонья, 1928).

## Биография
Пинкерле родился в Триесте, в семье еврея-коммерсанта (тогда Триест входил в состав Австрийского Приморья), вскоре семья переселилась во французский Марсель. После окончания школы (1869) юноша изучал математику в Пизанском университете, где его наставниками были Энрико Бетти и Улисс Дини. Финансовое положение семьи к этому времени ухудшилось, поэтому по окончании университета (1874) Пинкерле некоторое время преподавал в средней школе города Павии; в этом городе он познакомился с Эудженио Бельтрами.
Три года спустя Пинкерле добился аспирантской стипендии и продолжил обучение в университете Берлина (1877—1878), где слушал лекции Л. Кронекера, Э. Э. Куммера, К. Вейерштрасса. Первая статья Пинкерле (1880, в итальянском «Giornale di Matematiche») развивала идеи Вейерштрасса, это влияние ощущалось и в дальнейших его публикациях. Позже он сотрудничал с Вито Вольтеррой, исследовал преобразование Лапласа и другие разделы функционального анализа. Несколько опубликованных им в этот периода работ заслужили высокую оценку математической общественности.
Вернувшись в Италию (1878), Пинкерле женился на Эмме Морпурго (Emma Morpurgo), в 1879 году у них родился сын. Позже супруги разошлись, Пинкерле женился на Гильде Карнео (Gilda Carneo), у них родились два сына и дочь.
С 1880 года Пинкерле — профессор Болонского университета, он оставался на этой кафедре до отставки в 1928 году. Другим профессором математики был Чезаре Арцела. В 1901 году, совместно со своим учеником Уго Амальди, Пинкерле опубликовал свой главный научный труд: книга «Дистрибутивные операции и их применения в анализе» (Le Operazioni Distributive e loro Applicazioni all'Analisi) с аксиоматической теорией функциональных операторов. Многие идеи этого труда значительно опередили своё время. В 1915 году Пинкерле опубликовал свои лекции по анализу: «Lezioni di Calcolo Infinitesimale Dettata Nella R. Universita di Bologna e Redatte per uso Degli Studenti». Книга стала очень популярной и выдержала три издания (1915, 1919, 1926). Пинкерле также подготовил ряд школьных учебников, особую популярность завоевали «Элементы арифметики», выдержавшие 18 изданий. Писал статьи для энциклопедии Enciclopedia Italiana di Scienze, Lettere ed Arti. В Болонье в 1922 году Пинкерле основал Итальянский математический союз, до конца жизни был его бессменным президентом и редактором печатного органа.
В 1924 году он принял участие в седьмом Международном Конгрессе математиков в Торонто. Четыре года спустя стал одним из организаторов и президентом восьмого Конгресса и сыграл значительную роль в отмене дискриминации немецких математиков, вызванной Первой мировой войной. На этом съезде Жак Адамар заявил в своём обзорном докладе, что Пинкерле был одним из самых выдающихся основоположников функционального анализа. Вернувшись в Болонью после Конгресса, 75-летний Пинкерле объявил о своей отставке.
Через всю жизнь Пинкерле пронёс любовь к музыке и литературе. В последние годы он почти каждый день играл на пианино и перечитывал работы своего любимого автора Оноре де Бальзака.

## Научная деятельность
Среди научных заслуг Пинкерле — разработка теории функциональных распределительных операций (линейных функций), развитие понятие производного функционала. Он систематически исследовал аналитические функции, рассматриваемые как пространственные функционалы. Построил синтетическую теорию функциональных операций. Предложил разложение в операторный ряд, аналогичное разложению Тейлора. Впервые ввёл в преподавание математики курс теории функций.
Пинкерле изложил линейную алгебру и линейные операторы как для конечномерных, так и для бесконечномерных пространств, ряды Лорана, дифференциальные и разностные операторы. Исследования бесконечномерных пространств, начатые Пинкерле, нашли дальнейшее развитие в трудах Гильберта и Банаха.

## Память
Именем учёного названы производная Пинкерле и ядро Пинкерле — Гурса.
В честь столетия со дня рождения Пинкерле (1953) Итальянский математический союз опубликовал сборник 62 его избранных трудов (1954, Рим).

## Основные труды
См. полный список трудов Пинкерле в сборнике его трудов: Elenco delle pubblicazioni di Salvatore Pincherle // Salvatore Pincherle, Opere Scelte, a cura della Unione Matematica Italiana 1 (Edizione Cremonese, Rome, 1954), 17—24.
- Algebra complementare parte 1: analisi algebrica, Milan, U. Hoepli, 1893.
- Algebra complementare parte 2: teoria delle equazioni, Milan, U. Hoepli, 1893.
- Algebra elementare, Milan, U. Hoepli, 1894.
- Geometria metrica e trigonometria, Milan, U. Hoepli, 1895.
- Geometria pura elementare, Milan, U. Hoepli, 1895.
- Le operazioni distributive e le loro applicazioni all'analisi (con Ugo Amaldi), Bologne, N. Zanichelli, 1901.
- Il calcolo delle probabilita e l'intuizione Архивная копия от 29 августа 2018 на Wayback Machine, Scientia: rivista internazionale di sintesi scientifica, 19, 1916, pp. 417-426.
- Notice sur les travaux, Acta Mathematica 46 (1925), 341-362.